# Ciater (Serpong)
Ciater is een bestuurslaag in het regentschap Tangerang Selatan van de provincie Banten, Indonesië. Ciater telt 20.022 inwoners (volkstelling 2010).